# Stowarzyszenie Opiekuńcze im. św. Franciszka z Asyżu
Stowarzyszenie Opiekuńcze im. św. Franciszka z Asyżu – polska organizacja pozarządowa działająca w Bytomiu od roku 1992. Zasadnicza działalność Stowarzyszenia związana jest ze wspieraniem dzieci ubogich wywodzących się z rodzin dysfunkcyjnych. W tym celu prowadzona jest świetlica środowiskowa „Promyk nadziei”, która jest miejscem spotkań dla dzieci, ich rodzin oraz wszystkich osób potrzebujących różnorodnego wsparcia.
Do celów statutowych Stowarzyszenia należą:
1. Niesienie pomocy dzieciom i młodzieży wywodzącej się z rodzin dysfunkcyjnych i patologicznych, mających trudne warunki socjalne, ich rodzinom oraz innym osobom potrzebującym różnorodnego wsparcia, w tym m.in.: osobom bezdomnym, samotnym, chorym, niepełnosprawnym, w podeszłym wieku.
2. Ochrona i promocja zdrowia wśród osób ubogich.
3. Wspomaganie edukacji i wychowania dzieci i młodzieży z rodzin dysfunkcyjnych i patologicznych.
4. Organizowanie wypoczynku dla dzieci i młodzieży ubogiej.
5. Działalność związana z upowszechnianiem kultury fizycznej i sportu oraz kultury i sztuki wśród dzieci i młodzieży zagrożonej wykluczeniem społecznym.
6. Działalność związana z rozwojem i integracją wspólnot i społeczności lokalnych.
7. Działania na rzecz organizacji i promocji wolontariatu.
8. Działalność na rzecz rodziny oraz upowszechniania i ochrony praw dziecka.
9. Przeciwdziałanie uzależnieniom i patologiom społecznym[1][2].